# اسکاتلندی‌های دور از وطن
اسکاتلندی‌های دور از وطن (به انگلیسی: Scottish diaspora) آن دسته از مردمان اسکاتلند و فرزندان آن‌ها که از اسکاتلند مهاجرت کرده و در بیرون از اسکاتلند زندگی می‌کنند را شامل می‌شود. کسانی را با اصل و نسب اسکاتلندی، در بیشتر کشورهای جهان می‌توان یافت ولی بیشتر اسکاتلندی‌های بیرون از اسکاتلند در کشورهایی مانند: ایالات متحده آمریکا، کانادا، استرالیا، انگلستان، نیوزیلند، ایرلند شمالی و به میزان کم تری در آرژانتین، شیلی و برزیل متمرکز شده‌اند. گفته می‌شود که در برابر هر یک نفری که امروز در اسکاتلند زندگی می‌کند ۵ اسکاتلندی در دیگر جاهای جهان حضور دارند. گمانه زنی‌ها تعداد اسکاتلندی تباران جهان را ۲۸ تا ۴۰ میلیون نفر برآورد کرده است.
جمعیت کنونی اسکاتلند بنا بر گمانه زنی‌های آماری در نیمهٔ سال ۲۰۱۴ میلادی ۵٬۳۴۷٬۶۰۰ تن گزارش شده که ۵۱٪ را زنان ۴۹٪ این تعداد را مردان تشکیل می‌دهند.